# Magnolia pallescens
El ébano verde (Magnolia pallescens) es un árbol de la familia de las magnoliáceas, endémico de la República Dominicana. Se encuentra en la Cordillera Central, entre Jarabacoa y Constanza. Fue descrita por Ignatz Urban y Erik Leonard Ekman. Forma parte del género Magnolia y de la familia de las magnolias. No hay ninguna subespecie incluida en el Catalogue of Life.

## Descripción
Árbol de unos 19 metros y diámetro entre a 40 y 150 cm, tiene las hojas obovadas-orbiculares, pálido-tomentosas al dorso, redondeadas a truncada. Tiene flores terminales de pétalos blancos con frutos ovales y semillas rojas. La madera es color de oliva, dura, resistente, de fibras y fino grano que dan un excelente pulido, no tuerce  ni encoge, fácil de trabajar.
Se puede encontrar con flores en los meses de junio a septiembre. Con frutos durante desde los meses de septiembre a marzo.

## Uso del árbol
La madera es utilizada para trabajos de ebanistería por su gran resistencia, al ser una madera que no se tuerce y su aspecto fibroso. Por estas características la planta fue sobreexplotada y en la actualidad se encuentra en peligro de extinción.

## Reserva Ébano Verde
La Reserva Científica Ébano Verde de la República Dominicana, con una superficie de 23 km², se creó en  1989 y protege la Magnolia pallescens de la tala. La reserva se considera un bosque húmedo de montaña baja y está situada en Arroyazo, un área al noreste de Constanza en el camino que baja de Jarabacoa. La reserva científica tiene altitudes que van desde los 245 hasta los 1.565 metros de altura. Alberga más de 621 especies de flora y fauna, muchas de ellas endémicas, incluyendo más de 100 especies de aves, ranas arbóreas gigantes, lagartijas y más de 80 especies de orquídeas.